# Фіджі на Олімпійських іграх
Фіджі брала участь у 14 літніх Олімпійських іграх. Дебютувавши на Іграх у Мельбурні у 1956 році, країна брала участь у всіх літніх Олімпійських іграх, крім Ігор у Токіо і у Москві.
Спортсмени Фіджі брали участь у змаганнях з регбі-7, боксу, велоспорту, дзюдо, легкої атлетики, вітрильного спорту, плавання, стрільби, стрільби з лука, футболу та важкої атлетики. Найбільша делегація представляла країну на Олімпійських іграх 2016 року (54 спортсмени).
У зимових Олімпійських іграх спортсмени Фіджі брали участь 3 рази. На кожній з трьох зимових Олімпіад Фіджі представляло по одному спортсмену: на Іграх у Калгарі і у Ліллегаммері це був лижник Русіате Рогоява, а на Іграх у Солт-Лейк-Сіті гірськолижник Лоренс Томс. 
Першу олімпійську медаль (золоту) спортсмени Фіджі завойовували на Олімпіаді 2016 року в Ріо-де-Жанейро завдяки своїй регбійній збірній.

## Медалі в літніх видах спорту
| Вид спорту | Золото | Срібло | Бронза | Загалом | Місце |
| Регбі-7    | 1      | 0      | 0      | 1       | 1     |
| Усього     | 1      | 0      | 0      | 1       | 107   |

## Кількість учасників на літніх Олімпійських іграх
| Вид спорту         | 1956 | 1960 | 1968 | 1972 | 1976 | 1984   | 1988   | 1992   | 1996   | 2000  | 2004  | 2008  | 2012  | 2016    | Всього   |
| ------------------ | ---- | ---- | ---- | ---- | ---- | ------ | ------ | ------ | ------ | ----- | ----- | ----- | ----- | ------- | -------- |
| Бокс               | 2    |      |      |      |      |        | 2      |        |        |       |       |       |       | 1       | 5        |
| Велоспорт          |      |      |      |      |      | 1 (1)  |        |        |        |       |       |       |       |         | 1 (1)    |
| Дзюдо              |      |      |      |      |      | 2      | 3      | 4 (2)  | 1      | 2 (1) | 2 (2) | 1 (1) | 1     | 1       | 17 (6)   |
| Легка атлетика     | 1    | 2    | 1    | 2    | 2    | 4 (1)  | 8 (1)  | 7 (1)  | 7 (1)  | 1     | 2 (1) | 2 (1) | 2 (1) | 2 (1)   | 42 (8)   |
| Вітрильний спорт   | 2    |      |      |      |      | 4      | 5      | 4      | 6 (1)  | 1     |       |       |       |         | 17 (1)   |
| Плавання           |      |      |      |      |      | 3 (1)  | 5 (3)  | 3 (1)  | 2 (1)  | 2 (1) | 1     | 1     | 2 (1) | 2 (1)   | 20 (9)   |
| Стрільба           |      |      |      |      |      |        |        |        |        |       | 1     | 1     |       | 1       | 3        |
| Стрільба з лука    |      |      |      |      |      |        |        |        |        |       | 1     |       | 1     | 1       | 3        |
| Важка атлетика     |      |      |      |      |      |        |        |        | 1      | 1 (1) | 1 (1) | 1     | 2 (1) | 2 (1)   | 8 (4)    |
| Настільний теніс   |      |      |      |      |      |        |        |        |        |       |       |       |       | 1 (1)   | 1 (1)    |
| Регбі-7            |      |      |      |      |      |        |        |        |        |       |       |       |       | 24 (12) | 24 (12)  |
| Футбол             |      |      |      |      |      |        |        |        |        |       |       |       |       | 18      | 18       |
| Всього спортсменів | 5    | 2    | 1    | 2    | 2    | 14 (3) | 23 (4) | 18 (4) | 17 (3) | 7 (3) | 8 (4) | 6 (2) | 8 (3) | 53 (16) | 161 (42) |

- У дужках наведено кількість жінок у складі збірної

## Кількість учасників на зимових Олімпійських іграх
| Вид спорту         | 1988 | 1994 | 2002 | Всього |
| ------------------ | ---- | ---- | ---- | ------ |
| Гірські лижі       |      |      | 1    | 1      |
| Лижні гонки        | 1    | 1    |      | 1      |
| Всього спортсменів | 1    | 1    | 1    | 2      |